# Solomonovo

Armes du village

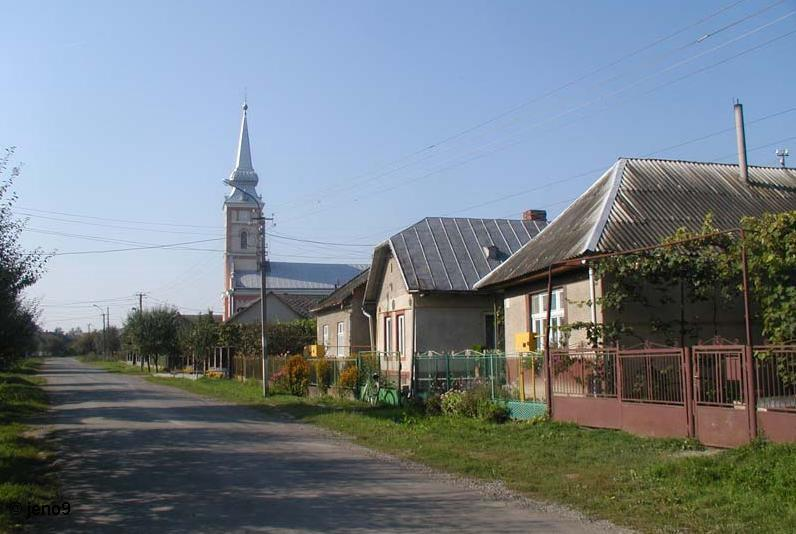
Solomonovo

Solomonovo (en ukrainien Соломоново, en hongrois Tiszasalamon, Salamon) est un village du raion (district) d'Oujhorod, dans l'oblast de Transcarpatie, à l'ouest de l'Ukraine, à la frontière avec la Hongrie et la Slovaquie.  
Solonovo est le point le plus occidental de l'Ukraine.
Sa population, au recensement de 2001, était de 1342 habitants. Le village est connu pour l'usine automobile Eurocar, une filiale du constructeur Škoda.

## Source
- (en) Cet article est partiellement ou en totalité issu de l’article de Wikipédia en anglais intitulé « Solomonovo » (voir la liste des auteurs).